# Lycée Camille-Sée de Colmar
Lycée Camille-Sée de Paris
 (novembre 2018).
Si vous disposez d'ouvrages ou d'articles de référence ou si vous connaissez des sites web de qualité traitant du thème abordé ici, merci de compléter l'article en donnant les références utiles à sa vérifiabilité et en les liant à la section « Notes et références ».
Pour les articles homonymes, voir Sée (homonymie).
Le lycée Camille-Sée, en forme longue « lycée polyvalent régional Camille-Sée », est un lycée situé dans le quartier Europe de la ville de Colmar, une ville française située dans la région Grand-Est.

## Appellation
Cet établissement a reçu le nom du juriste et homme politique français  Camille Sée (1847-1919), né à Colmar. Son nom reste attaché à la « loi Camille Sée » de 1880 en faveur des lycées de jeunes filles. 

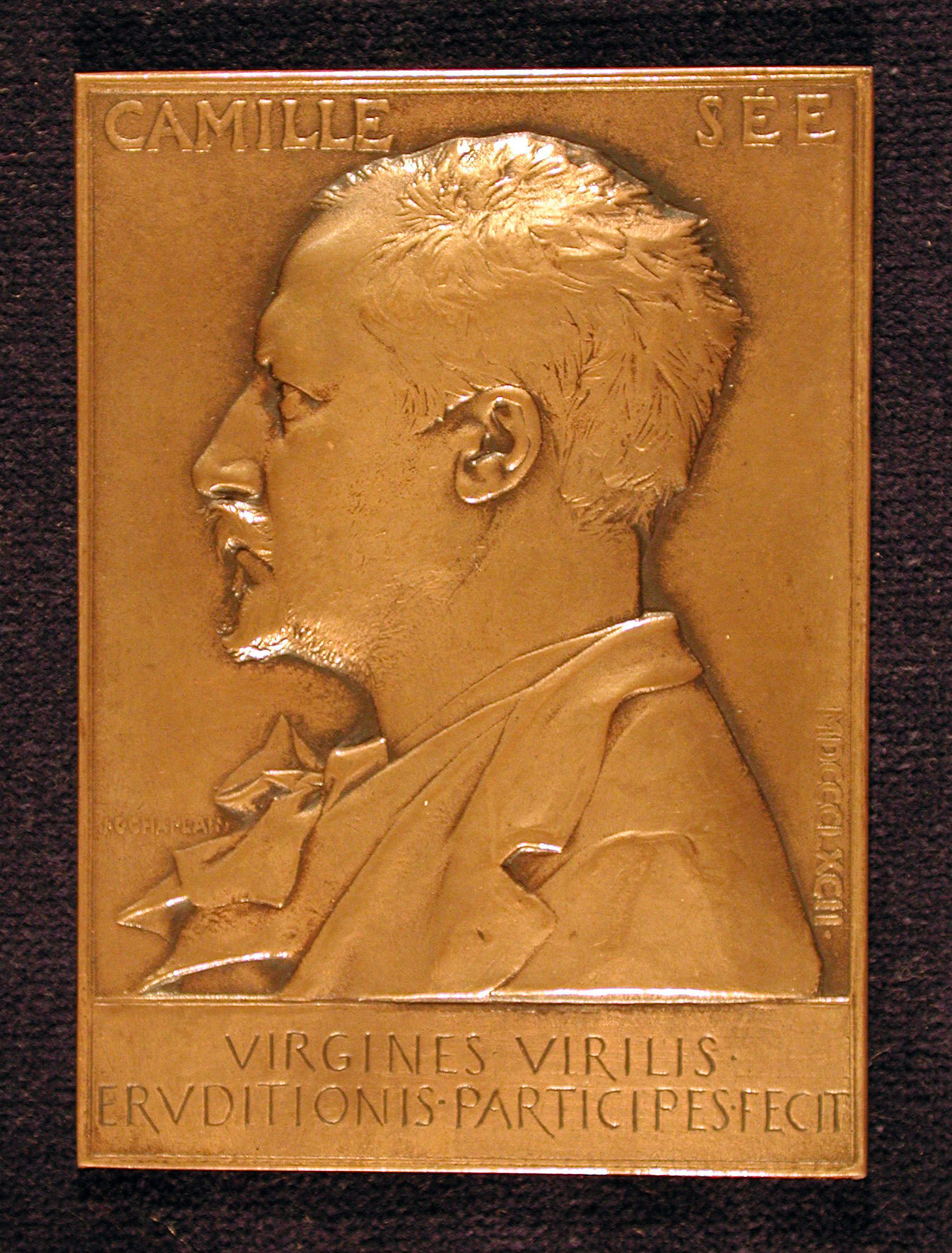
Camille Sée, par Jules-Clément Chaplain

## Enseignements disponibles
Le lycée accueille les élèves des trois séries générales L, ES et S, ainsi que de la filière technologique STMG mais aussi de certains BTS.
À l’échelle locale, c’est un des rares établissements à proposer certains enseignements artistiques de manière poussée : les arts plastiques, le théâtre et la musique en Spécialité. Aussi, des options telles que le sport, certaines langues vivantes rares comme le l’allemand Abibac, l’anglais européen, le latin, le grec ancien, le portugais, le chinois, l'arabe et le turc peuvent être enseignés. Pour le domaine scientifique, l’enseignement des MPS est possible en Seconde, mais aussi de la Physique-Chimie et de la SVT de manière poussée en Première et en Terminale.

### Organisation et infrastructures
Le lycée est formé de quatre étages, d’un CDI, d’un foyer et d’une permanence. Le lycée est équipé d’un gymnase, d'un dojo, d'un mur d’escalade, d’un stade, d’un terrain-vague, d'une grande cour, d’un auditorium et de plusieurs petits amphithéâtres.
Au niveau de la restauration, les menus sont variés et la cantine est équipée d’un système biométrique pour le passage des élèves.

### Situation géographique
Le lycée est situé non loin de la gare de Colmar, ce qui fait de lui un établissement majoritairement fréquenté par des élèves provenant de villages alentour tels que Turckheim, Ingersheim ou Wintzenheim.